# Zuid-Koreaans honkbalteam

Vlag van Zuid-Korea.

Het Zuid-Koreaans honkbalteam (Koreaans: 대한민국 야구 국가대표팀) is het nationale honkbalteam van Zuid-Korea. Het team vertegenwoordigt Zuid-Korea tijdens internationale wedstrijden.
Het team heeft drie keer meegedaan aan de Olympische Spelen en veroverde op de editie van 2008 de gouden medaille. Zuid-Korea is ook de eerste (en tot nu toe enige) Aziatische wereldkampioen in het honkbal. Deze titel werd in 1982 behaald, het jaar dat Zuid-Korea organisator van het honkbaltoernooi was. Ook zijn ze zes keer Aziatisch kampioen geworden. 
Het Zuid-Koreaans honkbalteam hoort bij de Aziatische Honkbalfederatie (BFA). 

## Kampioenschappen

### Olympische Spelen
Zuid-Korea was van de zeven keer dat de sport als demonstratiesport op de Olympische Spelen werd beoefend er twee keer bij betrokken. In 1984 (in Los Angeles, Californië) en 1988 (in Seoel) was het een van de acht deelnemende teams. Beide keren werden ze vierde.
Aan de zes officiële olympische edities (1992-2008) werd vier keer deelgenomen. In 2008 wonnen ze het goud op deze discipline.
| Editie    | 1984 | 1988 | 1992 | 1996 | 2000 | 2004  | 2008 | 2020 |
| Prestatie | 4e   | 4e   | -    | 8e   | -    | Brons | Goud | 4e   |

-  = geen deelname 

### Wereldkampioenschappen
Aan de wereldkampioenschappen werd vanaf 1976 aan alle zestien edities deelgenomen waarbij acht medailles werden gewonnen (1-5-2). 
| Editie    | 1976 | 1978  | 1980   | 1982 | 1984 | 1986   | 1988 | 1990  | 1994   | 1998   | 2001 | 2003 | 2005   | 2007 | 2009 | 2011 |
| Prestatie | 6e   | Brons | Zilver | Goud | 5e   | Zilver | 8e   | Brons | Zilver | Zilver | 6e   | 8e   | Zilver | 5e   | 9e   | 6e   |

### World Baseball Classic
Zuid-Korea nam deel aan alle edities van World Baseball Classic. In 2009 werd de finale behaald waarin het van het Japans honkbalteam verloor.
| Editie    | 2006  | 2009   | 2013 | 2017 | 2023 | 2026 |
| Prestatie | Brons | Zilver | 9e   | 10e  | 9e   |      |

### Intercontinental Cup
Zuid-Korea won drie maal een medaille op de Intercontinental Cup. Eén gouden en twee zilveren.
| Editie    | 1977 | 1985   | 2002   |
| Prestatie | Goud | Zilver | Zilver |